# Esquilo-cinzento
O esquilo-cinzento-oriental (nome científico: Sciurus carolinensis), também conhecido como esquilo-cinzento dependendo da região, é um esquilo de árvore do gênero Sciurus. É nativo do leste da América do Norte, onde é o regenerador de florestas naturais mais prodigioso e ecologicamente essencial. Amplamente introduzido em alguns lugares do mundo, o esquilo-cinzento-oriental da Europa, em particular, é considerado uma espécie invasora. Consta em octogésimo quinto lugar na lista 100 das espécies exóticas invasoras mais daninhas do mundo da União Internacional para a Conservação da Natureza (UICN). Na Europa, está incluído desde 2016 na lista de Espécies Exóticas Invasoras que Preocupam a União. Isso implica que esta espécie não pode ser importada, criada, transportada, comercializada ou lançada intencionalmente no meio ambiente em toda a União Europeia.

## Etimologia
O nome genérico, Sciurus, deriva de duas palavras gregas, skia, que significa sombra, e oura, que significa cauda. Este nome faz alusão ao esquilo sentado à sombra de sua cauda. O epíteto específico, carolinensis, refere-se às Carolinas (Carolina do Norte e Carolina do Sul), onde a espécie foi registrada pela primeira vez e onde o animal ainda é extremamente comum.

## Distribuição
O esquilo-cinzento é nativo do leste e do centro-oeste dos Estados Unidos e das partes sul das províncias centrais do Canadá. Sua área nativa sobrepõe-se à do esquilo-raposa (Sciurus niger), com a qual é confundida algumas vezes, embora o núcleo da área do esquilo-raposa esteja um pouco mais a oeste. O esquilo-cinzento é encontrado em Nova Brunsvique, no sudoeste de Quebeque, sul de Ontário, sul de Manitoba, sul do Texas Oriental e da Flórida. A reprodução de esquilos-cinzentos é encontrada na Nova Escócia, mas não se sabe se essa população foi introduzida ou veio da expansão natural do alcance. Uma espécie prolífica e adaptável, também foi introduzido e prospera em várias regiões do oeste dos Estados Unidos e em 1966, este esquilo foi introduzido na ilha de Vancuver, no oeste do Canadá, na área de Metchosin, e se espalhou amplamente a partir daí. São considerados altamente invasivos e uma ameaça tanto ao ecossistema local quanto ao esquilo nativo, o esquilo-vermelho-americano (Tamiasciurus hudsonicus).
No exterior, os esquilos-cinzentos na Europa são uma preocupação porque deslocaram alguns dos esquilos nativos de lá. Foram introduzidos na Irlanda, Grã-Bretanha, Itália, África do Sul e Austrália (onde foi extirpado em 1973). Na Irlanda, o esquilo nativo – também de cor vermelha – o esquilo-vermelho (Sciurus vulgaris) – foi deslocado em vários condados do leste, embora ainda permaneça comum no sul e oeste do país. O esquilo-cinzento também é uma espécie invasora na Grã-Bretanha; se espalhou por todo o país e deslocou em grande parte o esquilo-vermelho. Que tal deslocamento possa acontecer na Itália é motivo de preocupação, pois os esquilos-cinzentos podem se espalhar para outras partes da Europa continental.

## Descrição

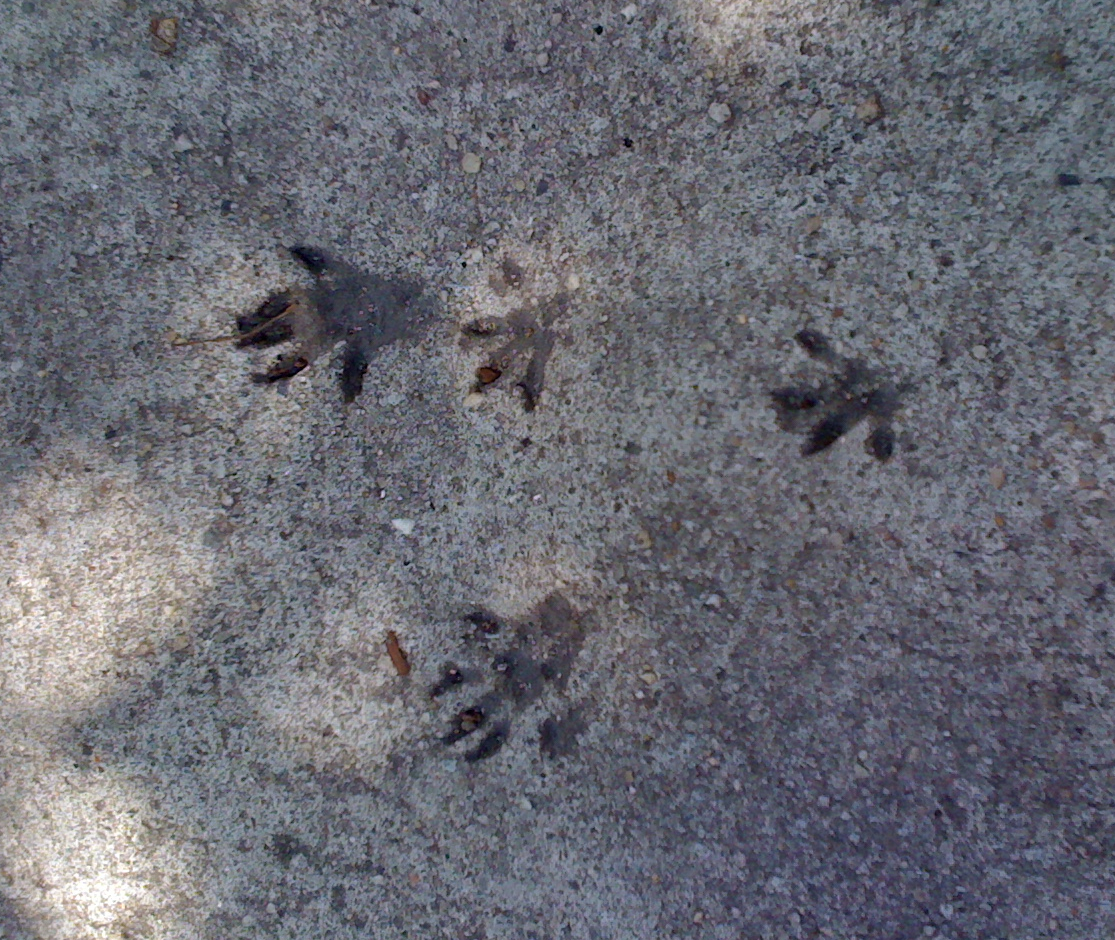
Faixas delimitadoras em concreto

O esquilo-cinzento tem predominantemente pelo cinzento, mas pode ter cor acastanhada. Possui parte inferior branca usual em comparação com a parte inferior laranja-acastanhada típica do esquilo-raposa. Tem uma grande cauda espessa. Particularmente em situações urbanas onde o risco de predação é reduzido, tanto os indivíduos brancos quanto os negros são frequentemente encontrados. A forma melanística, que é quase inteiramente negra, é predominante em certas populações e em certas áreas geográficas, como em grandes partes do sudeste do Canadá. Os esquilos melanísticos parecem exibir tolerância ao frio mais alta do que o morfo cinza comum; quando exposto a -10 °C, os esquilos pretos apresentaram redução de 18% na perda de calor, redução de 20% na taxa metabólica basal e um aumento de 11% na capacidade de termogênese sem tremores quando comparados ao morfo cinza comum. A coloração preta é causada por uma mutação dominante incompleta de MC1R, em que E+/E+ é um esquilo do tipo selvagem, E+/EB é marrom-preto e EB/EB é preto.
O comprimento da cabeça e do corpo é de 23 a 30 centímetros (9,1 a 11,8 polegadas), a cauda de 19 a 25 centímetros (7,5 a 9,8 polegadas) e o peso adulto varia entre 400 e 600 gramas (14 e 21 onças). Eles não exibem dimorfismo sexual, o que significa que não há diferença de gênero em tamanho ou cor. As trilhas de um esquilo-cinzento são difíceis de distinguir do esquilo-raposa relacionado e do esquilo-de-abert (Sciurus aberti), embora o alcance deste último seja quase inteiramente diferente do cinza. Como todos os esquilos, o cinzento mostra quatro dedos nos pés da frente e cinco nos posteriores. O apoio aos pés traseiro geralmente não é visível na pista. Ao delimitar ou mover-se em alta velocidade, os trilhos dos pés dianteiros estarão atrás dos trilhos dos pés traseiros. O passo delimitador pode ter de dois a três pés de comprimento.
A fórmula dental do esquilo-cinzento é 1023/1013 (dentes superiores / dentes inferiores): {\displaystyle {\tfrac {1.0.2.3}{1.0.1.3}}} × 2 = 22 dentes totais. Os incisivos exibem crescimento indeterminado, o que significa que crescem consistentemente ao longo da vida, e seus dentes da bochecha exibem estruturas braquidonte (dentes de coroa baixa) e bunodonte (tendo tubérculos em coroas).

## Comportamento

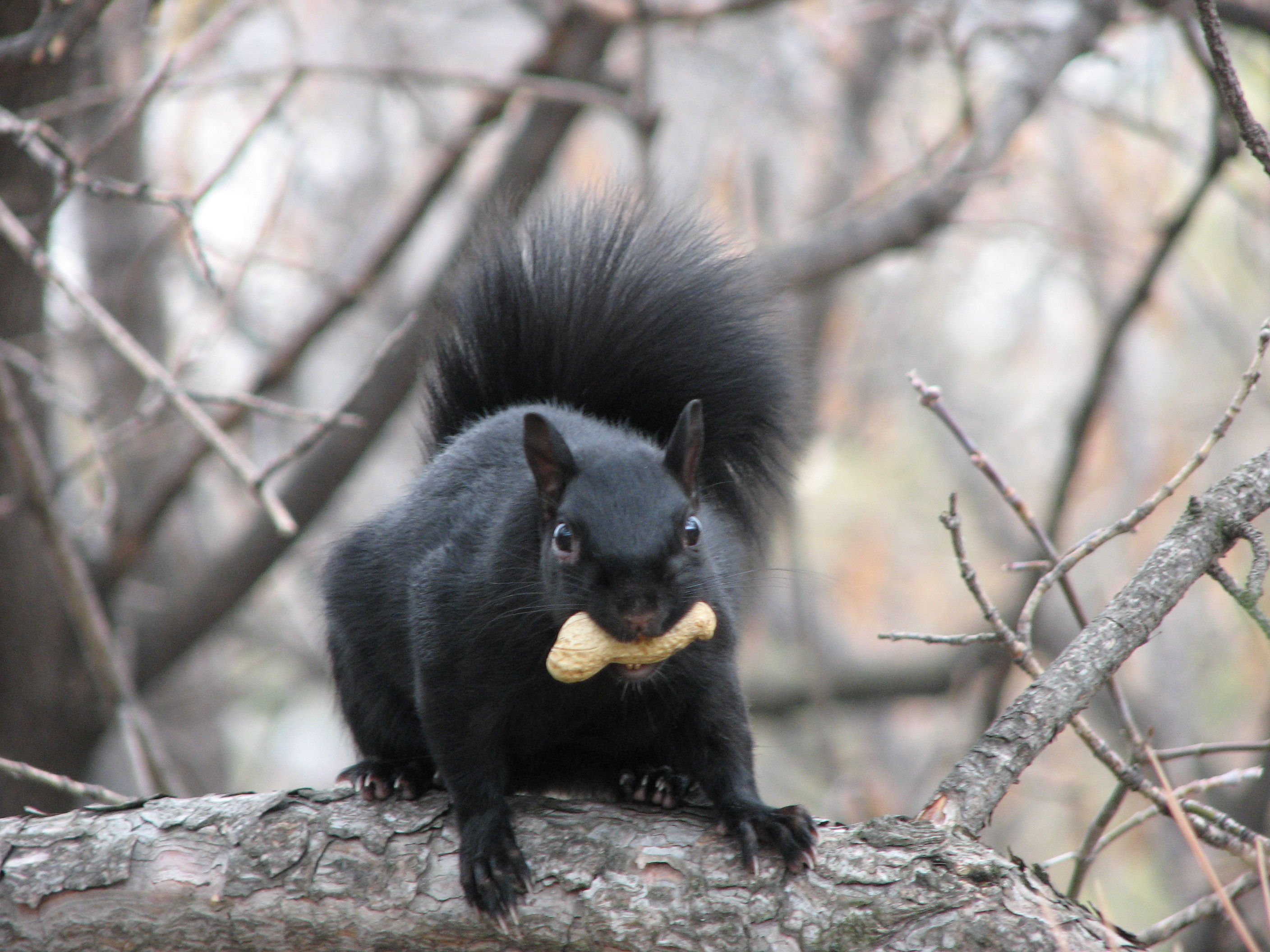
Esquilo-cinzento melanístico carregando amendoim

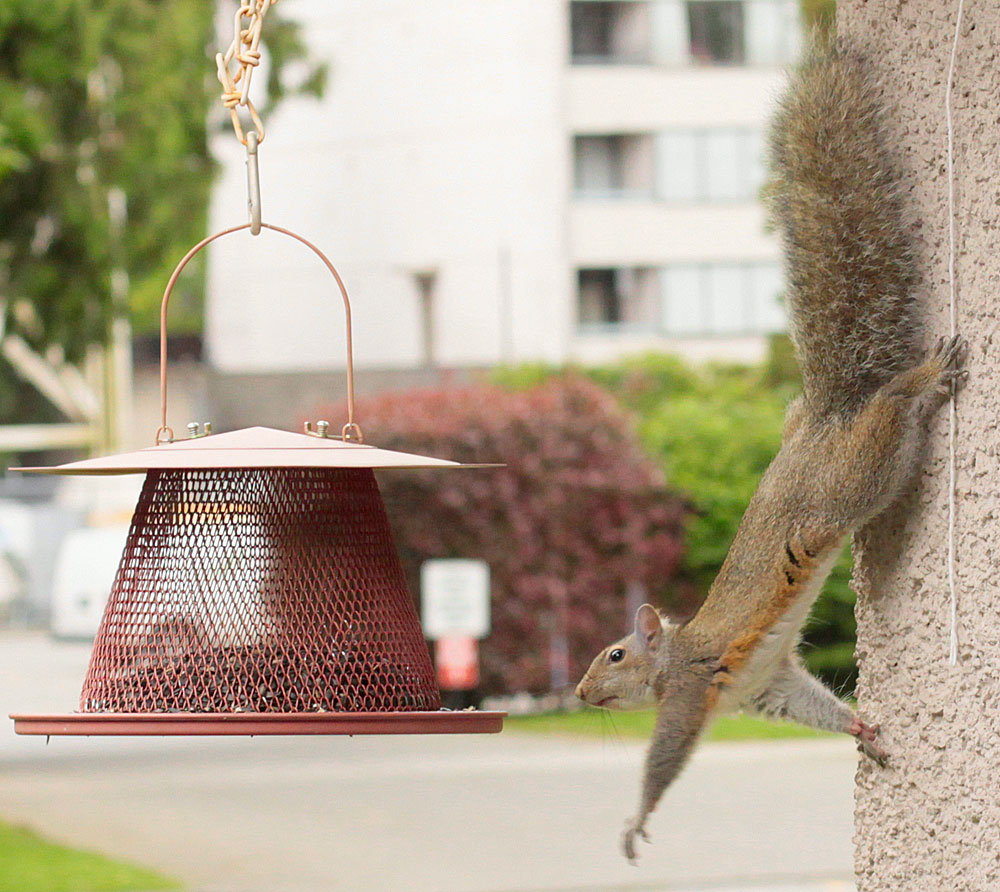
Espécie buscando comida num alimentador de pássaros no jardim

Como muitos membros da família dos esciurídeos (Sciuridae), o esquilo-cinzento é um acumulador disperso; acumula comida em vários pequenos esconderijos para recuperação posterior. Alguns esconderijos são bastante temporários, especialmente aqueles feitos perto do local duma súbita abundância de alimentos que podem ser recuperados dentro de horas ou dias para serem enterrados em local mais seguro. Outros são mais permanentes e não são recuperados até meses depois. Estima-se que cada esquilo faça vários milhares de caches a cada temporada. Os esquilos têm memória espacial muito precisa à localização desses caches e usam pontos de referência distantes e próximos para recuperá-los. O olfato é usado em parte para descobrir esconderijos de comida e também para encontrar comida em esconderijos de outros esquilos. O cheiro pode não ser confiável quando o solo está muito seco ou coberto de neve.
O esquilo-cinzento é uma das poucas espécies de mamíferos que pode descer de cabeça duma árvore ao girar os pés para que as garras das patas traseiras apontem para trás e possam agarrar a casca da árvore. Os esquilos às vezes usam comportamento enganoso para impedir que outros animais recuperem alimentos em cache. Fingirão enterrar o objeto se sentirem que estão sendo observados. Fazem isso preparando o local como de costume, por exemplo, cavando buraco ou alargando uma rachadura, imitando a colocação da comida, enquanto na verdade a escondem em suas bocas e, em seguida, cobrindo o "cache" como se tivessem depositado o objeto. Também se escondem atrás da vegetação enquanto enterram comida ou a escondem no alto das árvores (se seu rival não for arbóreo). Um repertório tão complexo sugere que os comportamentos não são inatos e implicam na teoria do pensamento da mente.
Os esquilos-cinzentos não hibernam e são crepusculares, ou mais ativos durante as primeiras e últimas horas do dia e tendem a evitar o calor no meio dum dia de verão. Constroem um tipo de ninho nas forquilhas das árvores, consistindo principalmente de folhas e galhos secos. São aproximadamente esféricos, com cerca de 30 a 60 centímetros de diâmetro e geralmente são isolados com musgo, cardo, grama seca e penas para reduzir a perda de calor. Machos e fêmeas podem compartilhar o mesmo ninho por curtos períodos durante a época de reprodução e durante os períodos frios do inverno. Os esquilos podem compartilhar o ninho para se manterem aquecidos. Também podem se aninhar no sótão ou nas paredes externas duma casa, onde podem ser considerados pragas, bem como riscos de incêndio devido ao hábito de roer cabos elétricos. Além disso, os esquilos podem habitar uma toca de árvore permanente escavada no tronco ou um grande galho de uma árvore.

### Reprodução

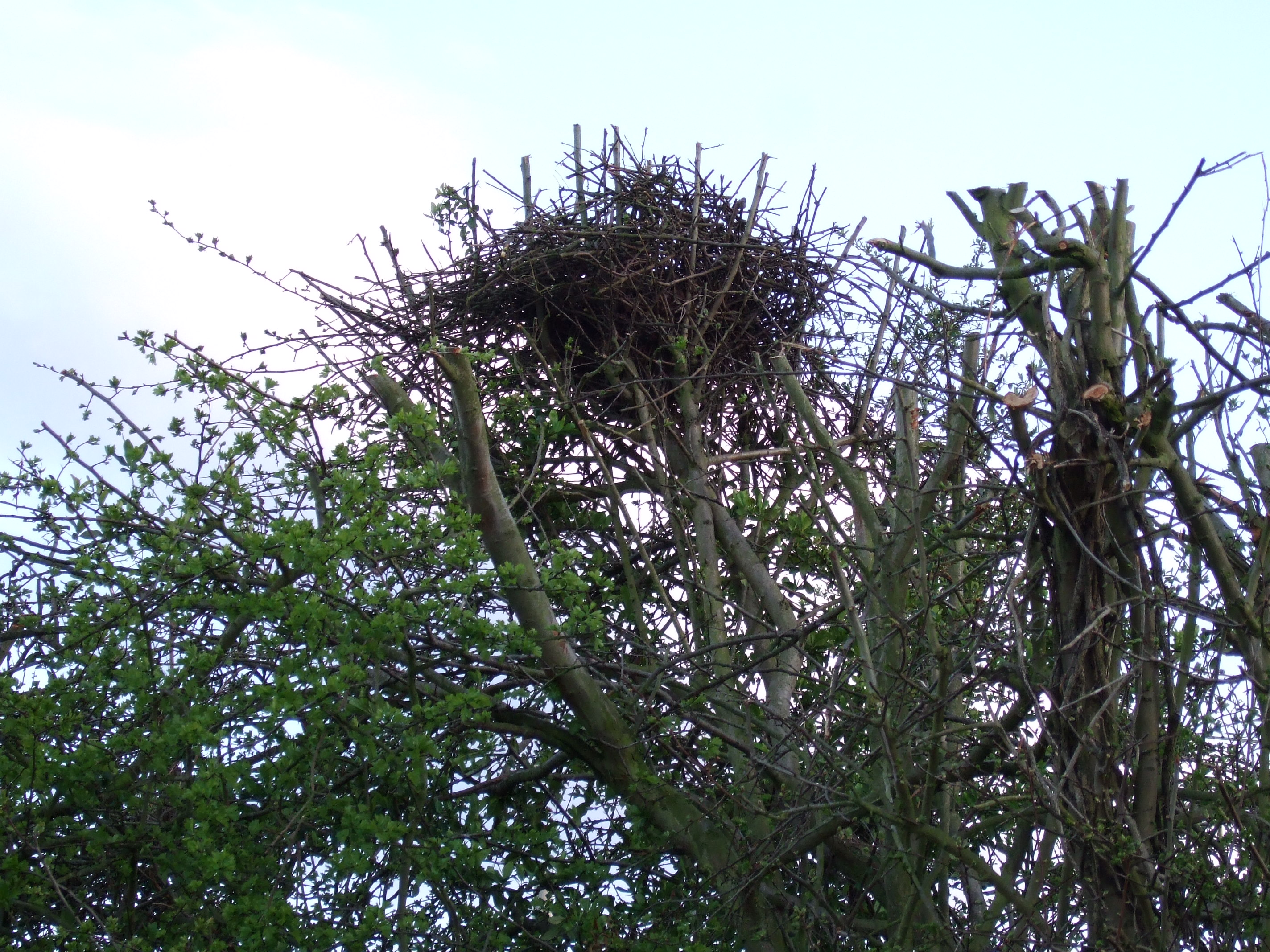
Ninho

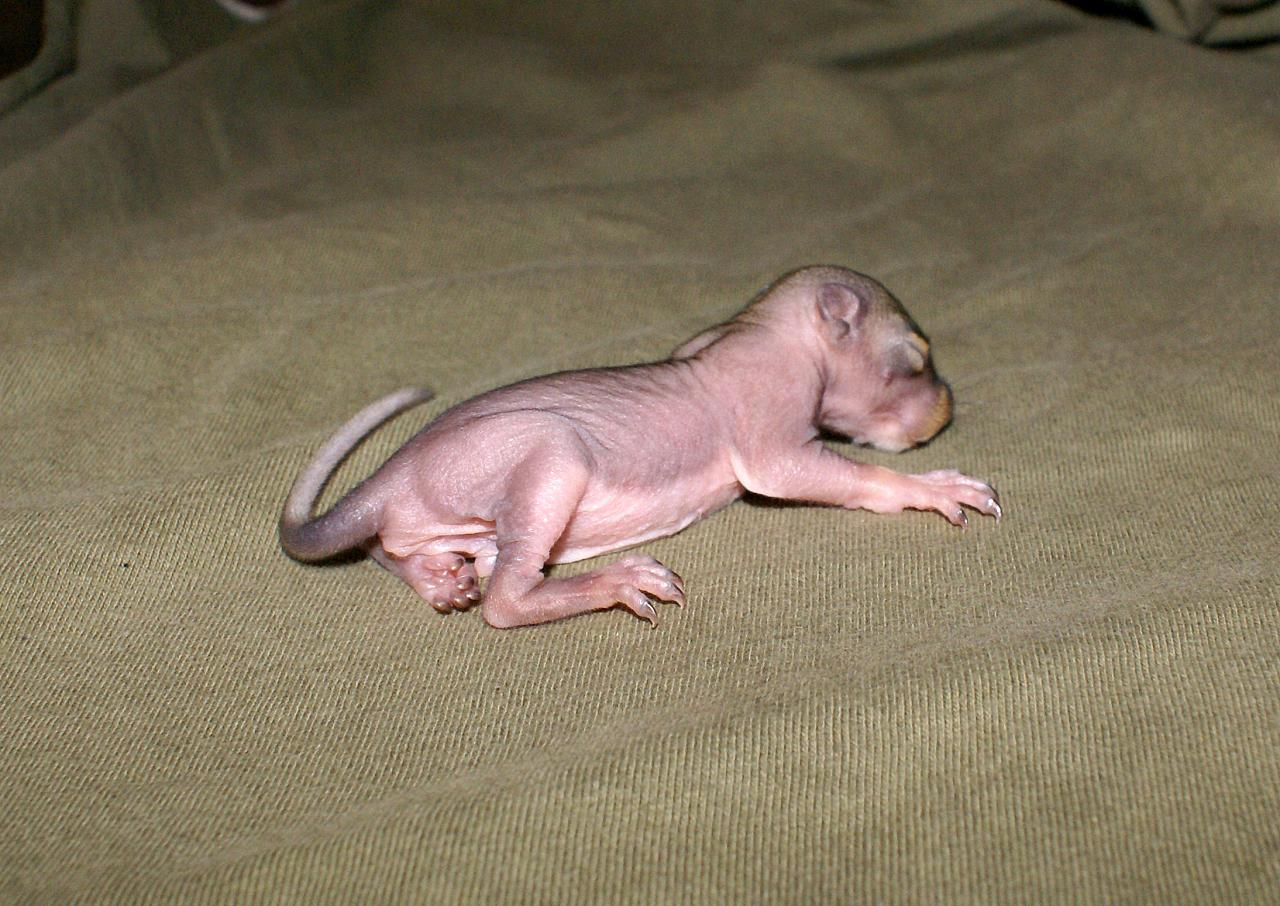
Esquilos-cinzentos nascem sem pelos com os olhos fechados

Esquilos-cinzentos podem se reproduzir duas vezes por ano, mas as mães mais jovens e menos experientes normalmente têm uma única ninhada por ano na primavera. Dependendo da disponibilidade de forragem, as fêmeas mais velhas e experientes podem se reproduzir novamente no verão. Em um ano de comida abundante, 36% das fêmeas dão à luz duas ninhadas, mas nenhuma o fará em um ano de comida pobre. Suas épocas de reprodução são de dezembro a fevereiro e de maio a junho, embora isso seja um pouco atrasado em latitudes mais ao norte. A primeira ninhada nasce em fevereiro ou março, a segunda em junho ou julho, embora, novamente, a produção possa ser adiantada ou atrasada em algumas semanas, dependendo do clima, temperatura e disponibilidade de forragem. Em qualquer época de reprodução, uma média de 61 a 66% das fêmeas tem filhotes. Se uma fêmea não consegue conceber ou perde seus filhotes para um clima excepcionalmente frio ou predação, ela entra novamente no estro e tem uma ninhada posterior. Cinco dias antes da fêmea entrar em estro, pode atrair até 34 machos de até 500 metros de distância. Esquilos cinzentos orientais exibem uma forma de poliginia, na qual os machos concorrentes formarão uma hierarquia de dominância, e a fêmea acasalará com vários machos, dependendo da hierarquia estabelecida.
Normalmente, um a quatro filhotes nascem em cada ninhada, mas o máximo de crias possível por ninhada é oito. O período de gestação é de cerca de 44 dias. Os jovens são desmamados em torno de 10 semanas, embora alguns possam desmamar até seis semanas depois na natureza. Começam a deixar o ninho após 12 semanas, com os filhotes nascidos no outono, muitas vezes invernando com a mãe. Apenas um em cada quatro filhotes sobrevive até um ano de idade, com a mortalidade em torno de 55% para o ano seguinte. As taxas de mortalidade diminuem para cerca de 30% nos anos seguintes até aumentarem acentuadamente aos oito anos de idade. Raramente, as fêmeas podem entrar no estro aos cinco meses e meio de idade, mas não são normalmente férteis até pelo menos um ano de idade. A idade média do primeiro estro é de 1,25 ano. A presença dum macho fértil induzirá a ovulação numa fêmea que passa pelo estro. Os machos são sexualmente maduros entre um e dois anos de idade. A longevidade reprodutiva das fêmeas parece ser superior a oito anos, com 12,5 anos documentados na Carolina do Norte.

### Crescimento e ontogenia
Esquilos-cinzentos recém-nascidos pesam 13-18 gramas e são totalmente sem pelos e rosa, embora vibrissas estejam presentes no nascimento. Sete a dez dias após o parto, a pele começa a escurecer, pouco antes da pelagem juvenil crescer. Os incisivos inferiores erupcionam 19 a 21 dias após o parto, enquanto os incisivos superiores erupcionam após quatro semanas. Os dentes da bochecha erupcionam durante a sexta semana. Os olhos abrem após 21 a 42 dias e os ouvidos abrem três a quatro semanas após o parto. O desmame inicia-se cerca de sete semanas após o parto e geralmente termina na décima semana, seguido pela perda da pelagem juvenil. A massa corporal completa do adulto é alcançada em 8–9 meses após o nascimento.

### Comunicação

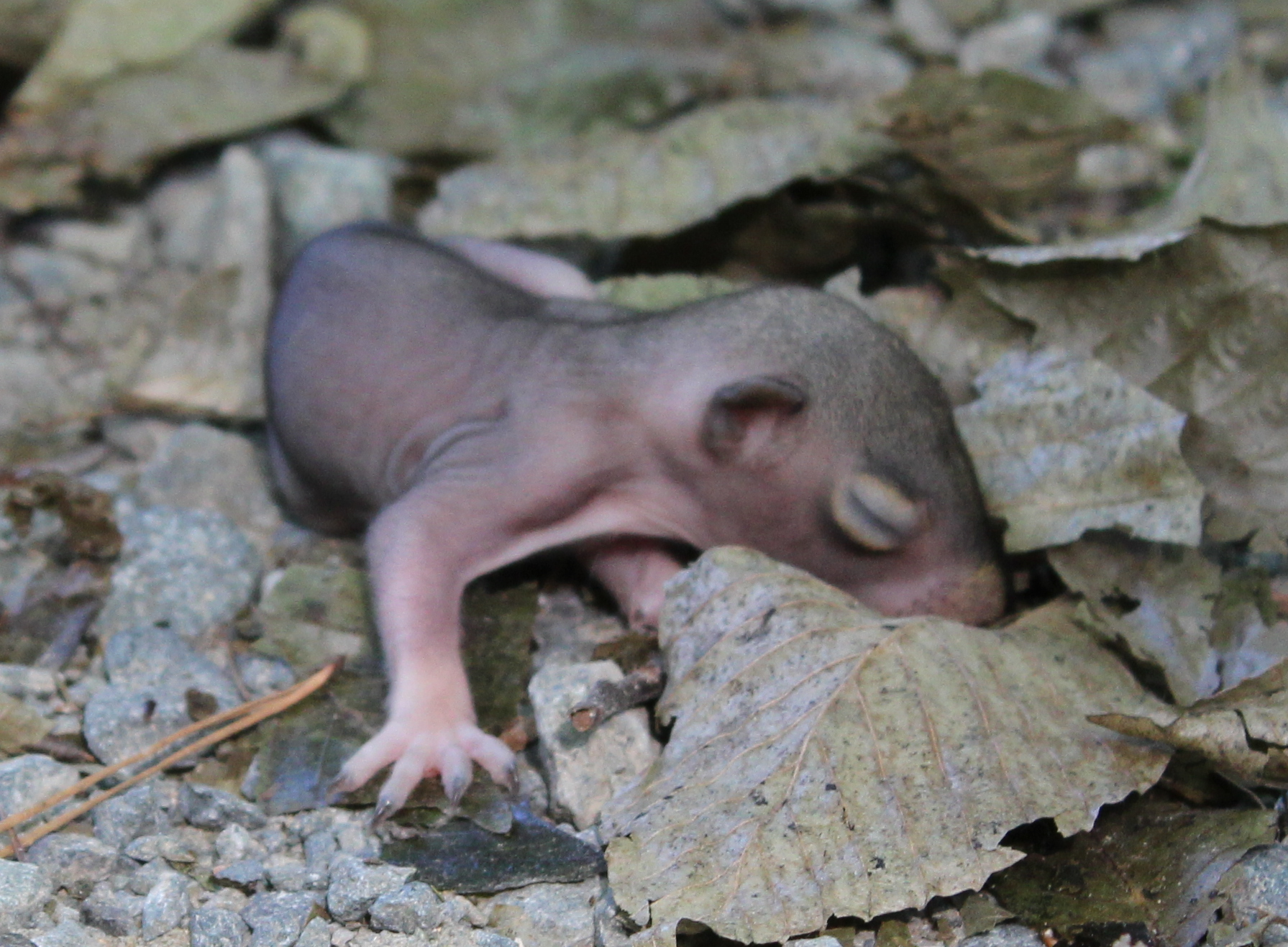
Esquilo juvenil em desenvolvimento

Como na maioria dos outros mamíferos, a comunicação entre os indivíduos envolve vocalizações e posturas. A espécie possui repertório de vocalizações bastante variado, incluindo um guincho semelhante ao dum camundongo, um ruído baixo, uma tagarelice e um rouco "mehr mehr mehr". Outros métodos de comunicação incluem o movimento da cauda e outros gestos, incluindo expressões faciais. O movimento da cauda e o chamado "kuk" ou "quaa" são usados para afastar e alertar outros esquilos sobre predadores, bem como para anunciar quando um predador está deixando a área. Os esquilos também fazem afetuoso som de coo-ronronar que os biólogos chamam de som "muk-muk". Isso é usado como som de contato entre a mãe e seus filhotes e, na idade adulta, pelo macho quando corteja a fêmea durante a época de acasalamento. O uso da comunicação vocal e visual mostrou variar de acordo com o local, com base em elementos como poluição sonora e quantidade de espaço aberto. Por exemplo, populações que vivem em grandes cidades geralmente dependem mais dos sinais visuais, devido ao ambiente geralmente mais barulhento com mais áreas sem muita restrição visual. No entanto, em áreas densamente arborizadas, os sinais vocais são usados com mais frequência devido aos níveis de ruído relativamente mais baixos e um dossel denso que restringe o alcance visual.

### Dieta

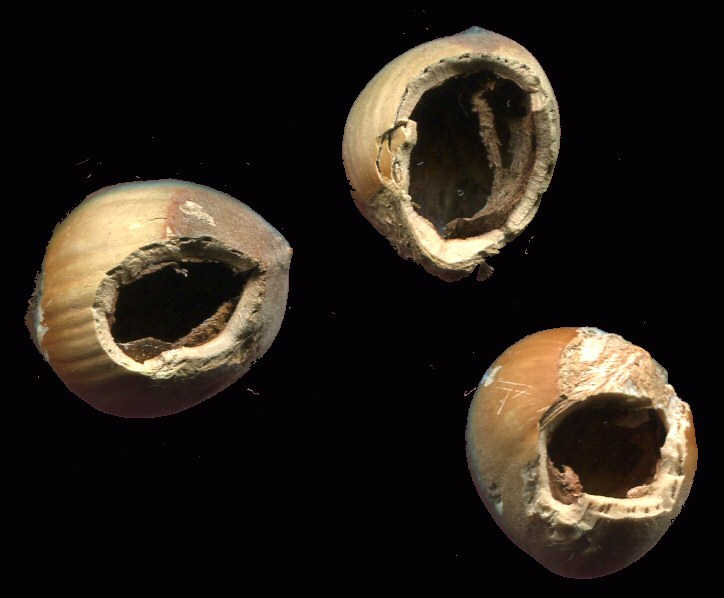
Avelãs roídas por esquilo-cinzento

Esquilos-cinzentos comem uma variedade de alimentos, como casca de árvore, brotos de árvores, flores, bagas, muitos tipos de sementes e bolotas, nozes, avelãs e alguns tipos de fungos encontrados nas florestas, incluindo cogumelos agáricos (Amanita muscaria). Podem causar danos às árvores rasgando a casca e comendo o tecido cambial macio por baixo. Na Europa, o sicômoro (Acer pseudoplatanus L.) e a faia (Fagus sylvatica L.) sofrem os maiores danos. As sementes e amentilhos de gimnospermas cedro (Cedrus), cicuta (Tsuga), pinheiro e abeto (Picea) são outra fonte de alimento, assim como as de angiospermas como Carya, carvalho (Quercus), Juglans e trufas. Os esquilos também invadem as roças em busca de trigo, tomate, milho, morangos e outras plantações. Às vezes comem sementes de tomate e descartam o resto. Ocasionalmente, também atacam insetos, sapos, pequenos roedores, incluindo outros esquilos, e pequenos pássaros, seus ovos e filhotes. Também roem ossos, chifres e cascos de tartaruga – provavelmente como fonte de minerais escassos em sua dieta normal.
Os esquilos-cinzentos demonstram tolerância o suficiente para que os humanos habitem bairros residenciais e invadam os alimentadores de pássaros em busca de sementes de milhete, milho e girassol. Algumas pessoas que alimentam e observam pássaros para entretenimento também alimentam intencionalmente sementes e nozes aos esquilos pelo mesmo motivo. No entanto, no Reino Unido, podem consumir proporção significativa de alimentos suplementares dos comedouros, impedindo o acesso e reduzindo o uso por aves selvagens. A atração por alimentadores suplementares pode aumentar a predação de ninhos de pássaros locais, já que esquilos-cinzentos são mais propensos a forragear perto de alimentadores, resultando em maior probabilidade de encontrar ninhos, ovos e filhotes de pequenos passeriformes.

### Predação
Os predadores incluem falcões (acipitrídeos), doninhas (mustelídeos), guaxinins (Procyon lotor), linces (Lynx rufus), raposas, gatos-domésticos (Felis catus) e selvagens, cobras, corujas (estrigiformes) e cães (Canis lupus familiaris). Em seu alcance introduzido na África do Sul, tem sido predado por secretários-pequenos (Polyboroides typus). Quando um predador se aproxima do esquilo-cinzento, outros esquilos informam o esquilo do predador enviando um sinal para que o esquilo saiba. A velocidade de um esquilo faz com que seja capturado pelos predadores.

## Habitat
Na natureza, os esquilos-cinzentos podem ser encontrados habitando grandes áreas de ecossistemas florestais maduros e densos, geralmente cobrindo 100 acres (40 hectares) de terra. Essas florestas geralmente contêm grandes árvores produtoras de mastro, como carvalhos e nogueiras, fornecendo amplas fontes de alimento. As florestas de madeira dura de carvalho-nogueira são geralmente preferidas às florestas de coníferas devido à maior abundância de forragem de mastro. Esquilos cinzentos orientais geralmente preferem construir suas tocas em grandes galhos de árvores e dentro dos troncos ocos das árvores. Eles também são conhecidos por se abrigarem em ninhos de pássaros abandonados. As tocas são geralmente forradas com plantas de musgo, cardo, grama seca e penas. Estes talvez forneçam e ajudem no isolamento da toca, usado para reduzir a perda de calor. Uma cobertura para a toca é geralmente construída depois.

### Introduções

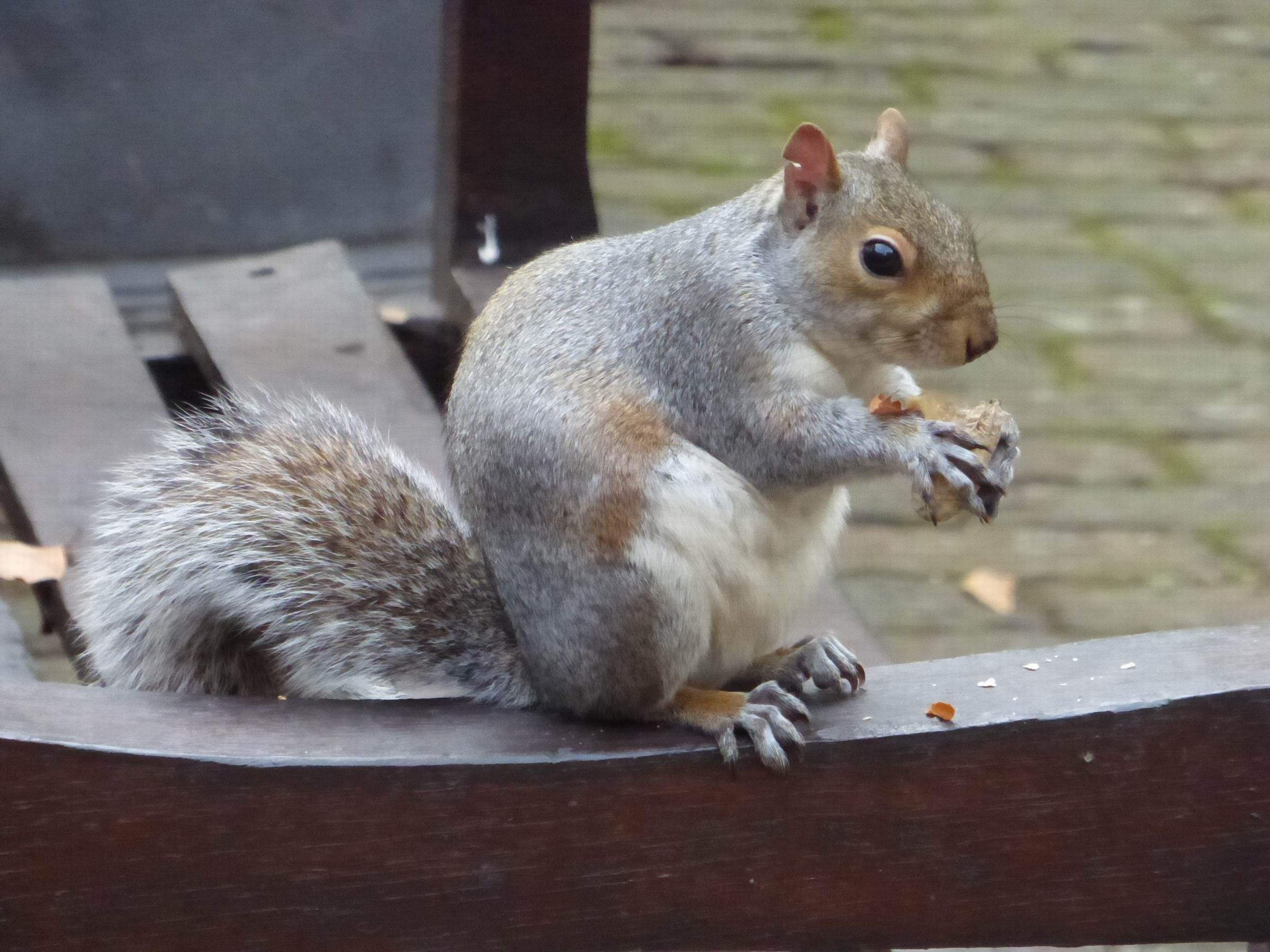
O esquilo-cinzento em Bunhill Fields, Londres

O esquilo-cinzento é uma espécie introduzida numa variedade de locais no oeste da América do Norte: no oeste do Canadá, no canto sudoeste da Colúmbia Britânica e na cidade de Calgary, Alberta. Na virada do século XX, foi introduzido na África do Sul, Irlanda, Havaí, Bermudas, ilha da Madeira, Açores, Canárias, Cabo Verde, Itália e Reino Unido. Na África do Sul, embora exótica, não costuma ser considerada espécie invasora devido à sua pequena área de distribuição (encontrada apenas no extremo sudoeste do Cabo Ocidental, indo ao norte até a pequena cidade agrícola de Franschhoek), bem como porque habita áreas urbanas e locais muito afetados pelo homem, como áreas agrícolas e plantações de pinheiros exóticos. Aqui, come principalmente bolotas e sementes de pinheiro, embora também coma frutas nativas e comerciais. Mesmo assim, não consegue aproveitar a vegetação natural (fynbos) encontrada na área, fator que tem ajudado a limitar sua disseminação. Não entra em contato com esquilos nativos devido ao isolamento geográfico (um esquilo nativo, Paraxerus cepapi, é encontrado apenas nas regiões de savana no nordeste do país) e diferentes habitats.
Os esquilos-cinzentos foram introduzidos pela primeira vez na Grã-Bretanha na década de 1870, como acréscimos de moda às propriedades. Em 1921, foi relatado no The Times que a Sociedade Zoológica de Londres havia liberado Eastern Greys para se reproduzirem em liberdade em Regent's Park:
| “ | Há doze anos, a Sociedade Zoológica de Londres obteve um número de uma coleção particular em Bedfordshire com o objetivo de induzi-los a se reproduzirem livremente nos Jardins do Regent's Park. Foram inicialmente mantidos num grande recinto do qual, quando se acostumaram com visitantes, foram autorizados a entrar e sair por uma ponte de corda até uma árvore. Esperava-se que se espalhassem dos Jardins ao Parque. Depois de dois ou três anos em que pareciam estar a desaparecer, de repente tornaram-se onipresentes (...) Os esquilos-cinzentos são francamente felizes e claramente dão felicidade aos londrinos (...) por outro lado, os esquilos-cinzentos, seja aproveitando-se de metrôs e ônibus, ou por conivência humana deliberada, se espalharam de Londres e estão invadindo o país em áreas muito amplas. Dizem que expulsam o esquilo-vermelho, invadem jardins e aumentam as ansiedades do criador de faisões. Esperamos que uma investigação mais completa não sustente essas acusações. | ” |

Eles se espalharam rapidamente por toda a Inglaterra e depois se estabeleceram no País de Gales e em partes do sul da Escócia. Na Grã-Bretanha continental, deslocaram quase inteiramente os esquilos-vermelhos nativos. Maiores que os vermelhos e capazes de armazenar até quatro vezes mais gordura, os esquilos-cinzentos são mais capazes de sobreviver às condições de inverno. Produzem mais jovens e podem viver em densidades mais altas. Esquilos-cinzentos também carregam o vírus da varíola de esquilo, ao qual os esquilos-vermelhos não têm imunidade. Quando um esquilo-cinzento infectado introduz varíola de esquilo numa população de esquilos-vermelhos, seu declínio é 17–25 vezes maior do que apenas por competição.

### Deslocamento de esquilos-vermelhos

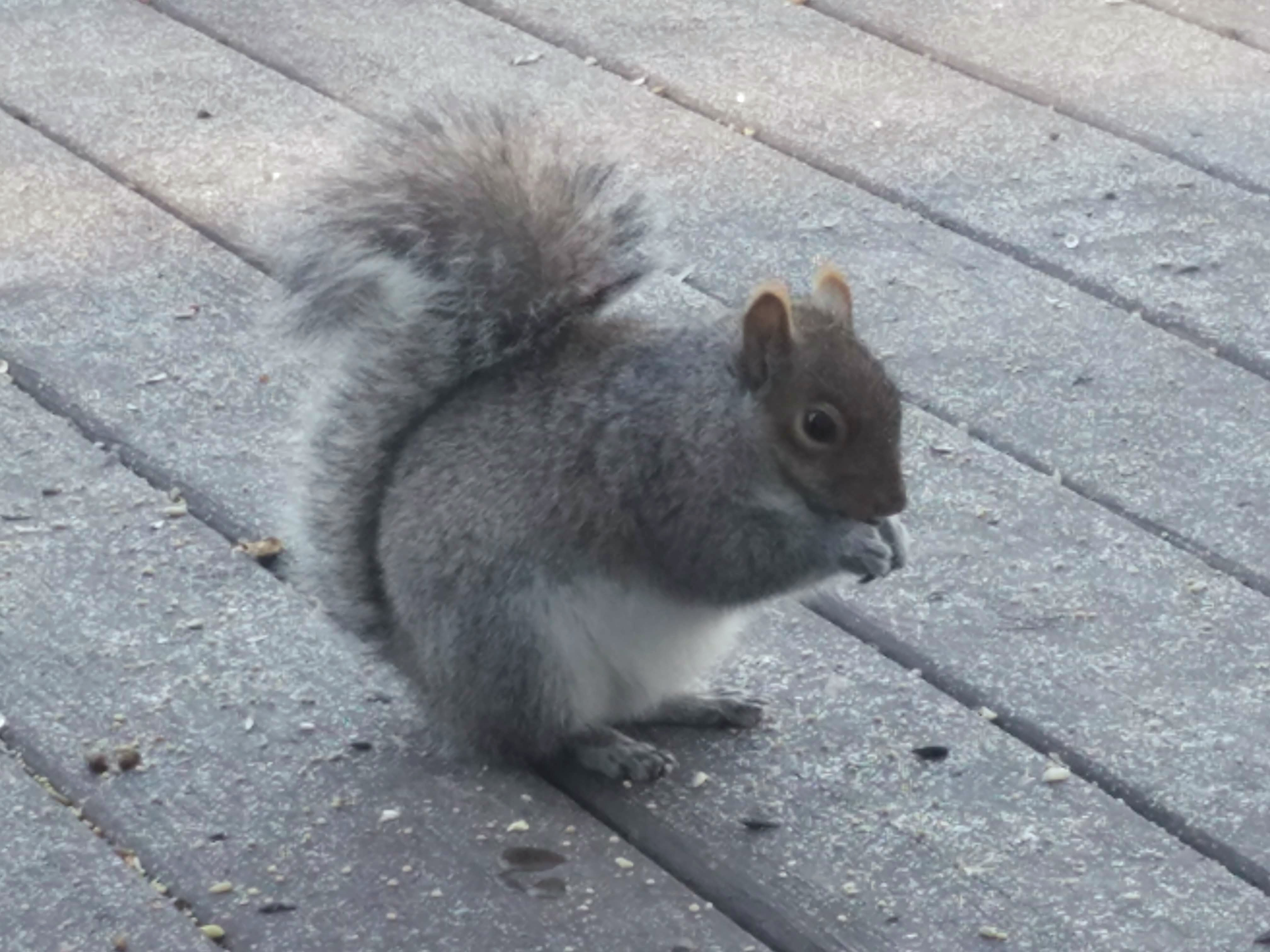
Esquilo-cinzento apreciando petisco em plataforma rural em New Hampshire

Na Grã-Bretanha e na Irlanda, o esquilo-cinzento não é regulado por predadores naturais, além da marta (Martes martes), que geralmente está ausente da Inglaterra e do País de Gales. Isso ajudou seu rápido crescimento populacional e levou a espécie a ser classificada como uma praga. Medidas estão sendo planejadas para reduzir seus números, incluindo uma campanha iniciada em 2006 chamada “Salve Nossos Esquilos” com o slogan "Salve um vermelho, coma um cinza!" que tentou reintroduzir a carne de esquilo no mercado local, com chefs famosos promovendo a ideia, livros de receitas introduzindo receitas contendo esquilo e a Comissão Florestal fornecendo suprimento regular de carne de esquilo para restaurantes, fábricas e açougues britânicos. Em áreas onde sobrevivem populações relíquias de esquilos-vermelhos, como as ilhas de Anglesey, Brownsea e Wight, existem programas para erradicar os esquilos-cinzentos e impedi-los de chegar a essas áreas para permitir que as populações de esquilos-vermelhos se recuperem e cresçam.
Embora complexo e controverso, acredita-se que o principal fator no deslocamento do esquilo-cinzento do esquilo-vermelho seja sua maior aptidão, portanto, uma vantagem competitiva sobre o esquilo-vermelho em todas as medidas. Ironicamente, "medos" para o futuro do esquilo-cinzento surgiram em 2008, quando a forma melanística (preta) começou a se espalhar pela população do sul da Grã-Bretanha. No Reino Unido, se um "esquilo-cinzento" estiver preso, sob a Lei da Vida Selvagem e do Campo de 1981, é ilegal liberá-lo ou permitir que ele escape à natureza; em vez disso, deve ser humanamente destruído. No final da década de 1990, o Instituto Nacional de Vida Selvagem da Itália e a Universidade de Turim lançaram uma tentativa de erradicação para impedir a propagação de esquilos-cinzentos no noroeste da Itália, mas uma ação judicial de grupos de direitos dos animais bloqueou isso. Portanto, espera-se que esquilos-cinzentos cruzem os Alpes à França e a Suíça nas próximas décadas.

### Registro fóssil do esquilo-cinzento-oriental
Vinte espécimes diferentes da fauna do Pleistoceno contêm S. carolinensis, encontrado na Flórida e datado do início do período Irvingtoniano.

## Como alimento
Esquilos-cinzentos foram comidos em épocas anteriores pelos nativos americanos e sua carne ainda é popular entre os caçadores na maior parte de sua faixa na América do Norte. Hoje, ainda está disponível para consumo humano e é vendido ocasionalmente no Reino Unido. No entanto, médicos nos Estados Unidos alertaram que os cérebros de esquilos não devem ser consumidos, devido ao risco de que possam transmitir a doença de Creutzfeldt-Jakob.